# Пета оперативна зона на НОВ и ПОМ
Пета оперативна зона на НОВ и ПОМ е създадена с наредба на Главния щаб на народоосвободителната армия и партизанските отряди на Македония от 1943 година. Районът на обхват на зоната е Скопско, Кумановско и Кривопаланско.

## Командване
- Борис Поцков – командир от 1943
- Любчо Арсов - началник на щаба (27 март – 17 август 1943)[1] и политически комисар[2]